# Dewinteria
Dewinteria é um género monotípico de plantas com flores pertencentes à família Pedaliaceae. A única espécie é Dewinteria petrophila.
A sua área de distribuição nativa é a Namíbia.